# 元山官邸
座標: 北緯39度11分19秒 東経127度28分40秒 / 北緯39.188647度 東経127.477718度
元山官邸（ウォンサンかんてい、英語: Wonsan Spring Palace、中国語: 元山招待所）は江原道元山市に所在する朝鮮民主主義人民共和国官邸。北に細長く突き出た半島の先端に立地する。

## 概要
日本海に面した金氏一族の別荘であり、金正日のおかかえ料理人であった藤本健二によれば、眺望は大変見事なものであった。藤本は、金正日とともに散歩やサイクリング、釣り、水泳、洋上狩猟、ジェットスキー、乗馬など様々なレジャーを楽しんだ。大阪市生まれで踊り子だった高英姫との間にできた子どもたち（金正哲、金正恩、金与正）が幼少期にすごした大邸宅であり、藤本は数ある金正日の「招待所」のなかでも最も娯楽施設の充実した別荘であると記している。

## 施設
金氏ファミリー向けの建物が2棟（金正日存命時には金正日棟と金敬姫（実妹）棟）、幹部棟、秘書棟、会議室があり、公務にたずさわることができる。その他の施設は、以下の通り。
- 馬場
- 射撃場
- ローラースケート場
- バスケット場
- 野営場
- 舞台
- 映画館 - 金氏の別荘では定番の娯楽施設だが、元山官邸のそれは最大規模を有し、音響も抜群である[4]。銀幕の最前列にロイヤルシートがあり、横には鑑賞中眠くなってもいいようにロングソファが並べられている[4]。
- 各種ゲーム場
- 卓球場
- サウナ
- 専用エレベーター
- ジェットスキー
- 移動式プール - 50メートルプールを船に埋め込んだ全長80メートルの巨大施設で、前後に高さ10メートルのウォータースライダーが2台取り付けられている[4]。船は元山官邸に隣接する埠頭に横付けされており、咸鏡南道に所在する咸興の招待所（楽園官邸）まで2艘のクルーザーにより数時間かけて曳航される[3][4]。プールは長50メートル、幅15メートル、深さ1.6メートルである[3]。